# Trisetum distichophyllum
Trisetum distichophyllum là một loài thực vật có hoa trong họ Hòa thảo. Loài này được (Vill.) P.Beauv. miêu tả khoa học đầu tiên năm 1812.